# أميلة
أميلة أم إبراهيم أو بونا أو ابيونا أو ليوسا هي أم نبي الله إبراهيم عليه السلام، اختلف في اسمها منهم من قال أملية وقيل بونا وقيل ابيونا، قد قال الإمام ابن كثير في كتاب البداية والنهاية: وحكى الحافظ ابن عساكر في ترجمة إبراهيم الخليل من تاريخه عن إسحاق بن بشر الكاهلي صاحب كتاب المبتدأ أن اسم أم إبراهيم أميلة، ثم أورد عنه في خبر ولادتها له حكاية طويلة، وقال الكلبي اسمها بونا بنت كربنا بن كرثى من بني أرفخشذ بن سام بن نوح.